# Julie Vollertsen
Julie Jo Vollertsen, född 18 mars 1959 i Syracuse i Nebraska, är en amerikansk före detta volleybollspelare.
Hon blev olympisk silvermedaljör i volleyboll vid sommarspelen 1984 i Los Angeles. Hon blev proffs i Italien och stannade där efter spelarkarriären. Hennes son Nicolò Melli spelar med Italiens herrlandslag i basket.